# Alertez les bébés ! (album)
Pour le film, voir Alertez les bébés ! (film).
Albums de Jacques Higelin
Irradié
(1975) No Man's Land
(1978)
Alertez les bébés ! est le cinquième album studio de Jacques Higelin, sorti en 1976.

## Description
Le titre de l'album reprend le nom de la chanson phare, Alertez les bébés, qui dure près de dix minutes, occupant la majeure partie de la face B de l'album. Cette chanson fut écrite rapidement, dans un état fébrile, enregistrée d'un seul trait, piano et voix, avec des microphones partout autour du piano. Elle est précédée d'une sorte de morceau introductif, Coup de blues, et suivie de Demain ça s'ra vachement mieux, une présentation des musiciens en musique sur l'air d'Aujourd'hui la crise.
L'album est certifié disque d'or en France pour 100 000 exemplaires vendus.

## Réception
Alertez les bébés ! remporta cette année-là le Grand prix du disque de l'Académie Charles-Cros.
Selon l'édition française du magazine Rolling stone, cet album est le 29e meilleur album de rock français.

## Chansons
| 1. | Le Minimum                      | 5 min 32 s |
| 2. | Géant Jones                     | 4 min 56 s |
| 3. | La Rousse au chocolat           | 3 min 42 s |
| 4. | Je veux cette fille             | 2 min 48 s |
| 5. | J'suis qu'un grain de poussière | 4 min 05 s |

| 1. | Aujourd'hui la crise !         | 4 min 20 s  |
| 2. | Rien                           | 4 min 45 s  |
| 3. | Coup de blues                  | 4 min 13 s  |
| 4. | Alertez les bébés !            | 10 min 10 s |
| 5. | Demain ça s'ra vachement mieux | 1 min 50 s  |

## Personnel

### Musiciens
La pochette originelle de l'album présente ainsi les musiciens :
- Pierre Chérèze dit « Blaireau »

Guitare électrique, lead ou rythmique

Guitare sèche partout où y en a.
- Christian Leroux dit « Basile »

Guitare électrique, rythmique et lead aussi

mais sèche dans Grain de poussière.
- Jacky Thomas dit « Blett »

Basse et Brest (branchée secteur-cœur)
- Michel Santangelli dit « Frère Pochtron »

Batterie,

tambourin et mandoloncelle
- Higelin dis rien... Écoute!

Cordes vocales

Claviers clinquants et déglingués - Piano du pauvre
- Danielle Bartholetti et Françoise Walle

ont prêté leur voix aux cœurs.
- Stéphane Vilar

a écrit les cuivres.

### Équipe sonore
- Paul Semama
- Thierry Vincent

### Équipe graphique
- Photographies Front cover et intérieures : Dominique Mallegni
- Photographies back cover : Catherine Faux
- « Album design and art work » : Bruno Ducourant